# Francesc Xavier de Subirà Iglesias
Francesc Xavier de Subirà Iglesias, baró d'Abella (Santa Creu d'Horta, Osor, 1821 - Barcelona, 1886) va ser un noble i polític català.
Va casar amb Agustina Llúcia de Abad i de Subirà (1821-1909), filla de Josep de Calassanç de Abad de Subirà i Casades, baró d'Abella, qui havia donat suport al bàndol isabelí durant la Primera Guerra Carlina i havia estat afusellat per Ramon Cabrera l'any 1849, durant la Segona Guerra. D'ell heretà nombrosos béns i el títol de baró d'Abella.
Va viure a Cardona, on fou alcalde del municipi durant la Dècada moderada del regnat d'Isabel II. Després de la Revolució de 1868, s'adherí al carlisme. Al començament de la Tercera Guerra Carlina formava part de la Junta carlina secreta que radicava a Barcelona. L'any 1874 fou un dels membres de la Diputació de Catalunya sota la presidència oficial del general Rafael Tristany, en la qual Joan Mestre i Tudela n'exercia de facto les funcions de president.
El 1881 apareixia el seu nom com a venedor de llenya a l'engròs a Tremp. Morí a Barcelona el 20 de novembre de 1886, després d'una llarga malaltia. Després de la mort de la seva dona l'any 1909 va heretar la baronia d'Abella el seu fill, Carles de Subirà Iglesias i de Abad (1849-?), qui va ser alcalde de Cardona entre 1883 i 1892.